# Броненосцы типа «Шарлемань»
Броненосцы типа «Шарлемань» (фр. Classe Charlemagne) — серия французских эскадренных броненосцев периода 1890-х годов. Стали первыми французскими эскадренными броненосцами, на которых была введена общепринятая в других флотах схема размещения орудий главного калибра в двухорудийных башнях в оконечностях, вместо применявшегося ранее ромбовидного размещения одноорудийных башен. Всего в 1894—1900 годах было построено три броненосца типа «Шарлемань», проект которых также лёг в основу последующих броненосцев «Йена» и «Сюффрен».

## Конструкция

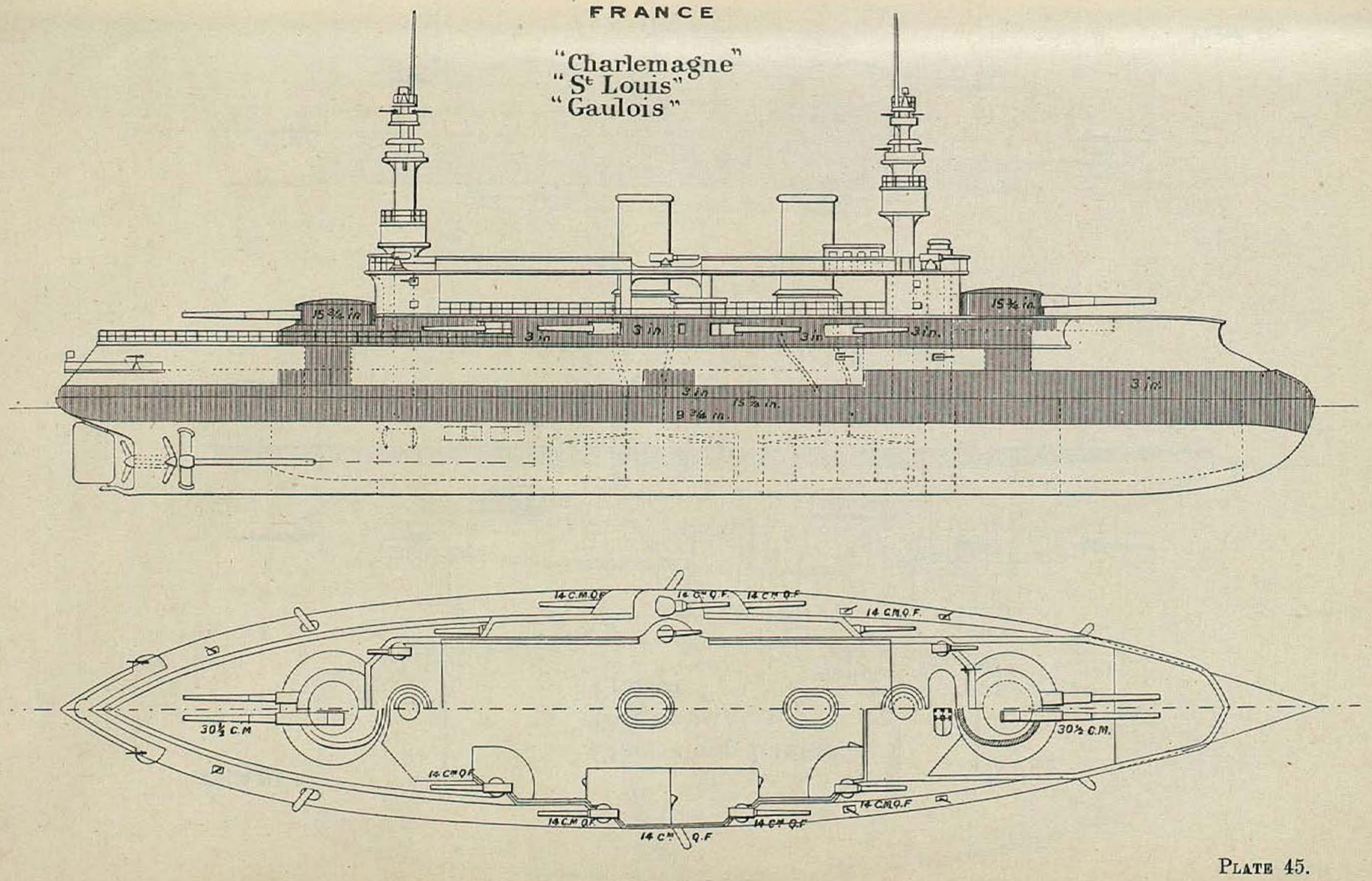
Схема броненосца типа «Шарлемань»

К середине 1890-х французский флот, на тот момент считавшийся вторым в мире после английского, практически не имел однотипных кораблей, что существенно осложняло управление эскадрой в бою. Это привело к созданию серии «Шарлемань», которая представляла собой три полностью однотипных корабля, построенными по единой схеме. На них было решено отказаться от ромбического расположения орудий главного калибра и впервые во французском флоте расположить все четыре 305-миллиметровые пушки по классической схеме: два в носовой и два в кормовой башне. Таким образом, достигалось максимальное сосредоточение эффективного огня по борту, ценой некоторого сокращения носового и кормового залпа.
Броненосцы имели длину 117,7 метра, ширину 20,3 метра, и осадку 7,4 метра носом и 8,4 метра кормой. Их полное водоизмещение составляло 11275 тонн, что было уже сравнительно небольшим по меркам эскадренных броненосцев 1890-х. В движение их приводили три паровые машины общей мощностью в 14500 л. с., работавшие на три винта: это обеспечивало максимальную скорость около 18 узлов. Запаса угля хватало на 3650 морских миль экономичного хода.
Корабли имели выдающийся вперед нос с тараном, заваленные внутрь (по традиционной французской схеме) борта. Носовая башня располагалась на верхней палубе, но сразу за ней борт был срезан на одну палубу на всей длине корабля. В отличие от предыдущих французских броненосцев, корабли не имели развитой надстройки, ограниченной лишь навесным мостиком между массивными боевыми мачтами.
Тем не менее, конструкция их носовой части считалась неудачной с точки зрения мореходности, и корабли сильно заливало. При плохой погоде, носовая башня и носовые казематы скорострельных орудий часто не могли действовать с нормальной эффективностью из-за захлестывания воды через амбразуры. Служившие на этих кораблях моряки отмечали, что они были устойчивыми орудийными платформами, и имели хорошую маневренность, но при плохой погоде их достоинства быстро сходили на нет.

### Вооружение
Главный калибр броненосцев составляли четыре 305-миллиметровые 40-калиберные пушки образца 1893 года, в двух башнях: носовой и кормовой. Это были первые двухорудийные 305-мм орудийные башни, примененные во французском флоте. Башни вращались электричеством: орудия перезаряжались первоначально из боеукладки в 10 снарядов, расположенных внутри башни, и далее — из погребов, к которым вел бронированный колодец. Скорострельность орудий составляла порядка 1 выстрела в 1 минуту, они запускали 349-кг снаряд с начальной скоростью в 815 м/с.
Вспомогательная артиллерия состояла из десяти скорострельных 138,6-мм орудий. В отличие от предшествующих кораблей, на «Шарлеманях» отказались от башенного расположения. Восемь из десяти орудий стояли в казематах (по четыре на борт) на главной палубе, и ещё два — в щитовых установка в центре корпуса. Орудия имели скорострельность до 4-х выстрелов в минуту и высокую дальнобойность. Ещё восемь 100-миллиметровых орудий стояли в щитовых установках надстройки.
Противоминная артиллерия состояла из двадцати длинноствольных 47-миллиметровых орудий Гочкиса, стоявших на боевых марсах. Торпедное вооружение было представлено четырьмя 450-мм торпедными аппаратами: двумя подводными в носовой части, под углом в 20 градусов от оси, и двумя надводными по бортам.

### Бронирование
Схема бронирования кораблей развивала французскую традиционную схему, примененную на броненосцах типа «Шарль Мартель». Вдоль всей ватерлинии тянулся толстый броневой пояс, достигавший в центральной части максимальной толщины порядка 370 мм. Высота пояса составляла 3,6 метра: к нижней кромке он сужался до 100 миллиметров.
Над главным поясом располагался узкий верхний пояс, толщиной около 76 миллиметров. Пояс проходил по всей длине корабля, в носовой части увеличивая высоту для эффективного прикрытия форштевня. Все бронирование было изготовлено из гарвеированой стали и по сопротивляемости снарядом соответствовало более толстой сталеникелевой броне «Шарль Мартелей».
Горизонтальное бронирование состояло из плоской броневой палубы толщиной 65 мм. За главным броневым поясом палуба утолщалась до 100 мм и имела скосы.
Орудийные башни защищались 320-миллиметровой броней.

## Представители
| Название                | Верфь                 | Закладка      | Спуск на воду   | Вступление в строй | Судьба                            |
| ----------------------- | --------------------- | ------------- | --------------- | ------------------ | --------------------------------- |
| «Шарлемань» Charlemagne | Верфь флота в Бресте  | 14 июля 1894  | 17 октября 1895 | декабрь 1899       | продан на слом в 1920             |
| «Сен-Луи» Saint-Louis   | Верфь флота в Лорьяне | 28 марта 1895 | 8 сентября 1896 | 1 сентября 1900    | продан на слом в 1933             |
| «Голуа» Gaulois         | Верфь флота в Бресте  | январь 1896   | 8 октября 1896  | декабрь 1899       | потоплен ПЛ UB-47 27 декабря 1916 |

## Служба
Все три броненосца типа «Шарлемань» вошли в состав 3-й эскадры линейных кораблей французского флота. Все три корабля серии к началу Первой мировой войны оставались в строю и несмотря на устарелость, активно использовались в боевых действиях, в частности, в ходе Дарданелльской операции. В ходе операции «Голуа» был тяжело повреждён огнём береговых батарей и был вынужден выброситься на мель, чтобы избежать потопления. Броненосец удалось отремонтировать и ввести в строй, но уже в следующем году он был потоплен германской подводной лодкой. Два других корабля пережили войну; «Шарлемань» был продан на слом вскоре после её окончания, в 1920 году, тогда как «Сен-Луи» оставался в строю до 1930-х годов и был продан на слом лишь в 1933 году, один из последних среди кораблей своего класса.

## Оценка проекта
Броненосцы типа «Шарлемань» были первыми во французском флоте эскадренными броненосцами «классической» архитектурной конфигурации, рассчитанными в первую очередь на достижение максимальной мощности бортового залпа. Для своих достаточно компактных размеров (приблизительно на 3000-4000 тонн меньше современных им британских броненосцев), корабли имели мощное вооружение главного калибра и хорошую защиту: мощный броневой пояс по ватерлинии гарантировал сохранение высокой скорости в бою, а верхний пояс прикрывал часть надводного борта от огня скорострельных орудий.
Тем не менее, эти броненосцы имели ряд недостатков, главным из которых была неудовлетворительная мореходность. При сильном волнении, корабли класса «Шарлемань» страдали от заливания носовой башни главного калибра и казематов скорострельных орудий, что ограничивало их применение.
Скорострельную батарею по-прежнему составляли неудачные 138-миллиметровые орудия с недостаточной скорострельностью по сравнению с аналогами, но французам удалось частично решить проблему, введя второй скорострельный калибр из 100-миллиметровых орудий. Батарея 138,6-миллиметровых орудий вновь располагалась в казематах (что было некоторым шагом назад), но имела в целом, удовлетворительную защиту. С другой стороны, в защите имелся значительный изъян — неоправданно большое расстояние между верхним краем броневого пояса и стоящими на верхней палубе броневыми казематами. Разрыв крупнокалиберного снаряда в этом промежутке мог привести к повреждениям расположенной сверху батареи.
Считается, что в целом проект новых линкоров сильно испортило стремление конструкторов ограничить их водоизмещение. Французы осознавали недостатки своих новых броненосцев, и попытались исправить их в следующем корабле «Йена».